# Cụm sao cầu

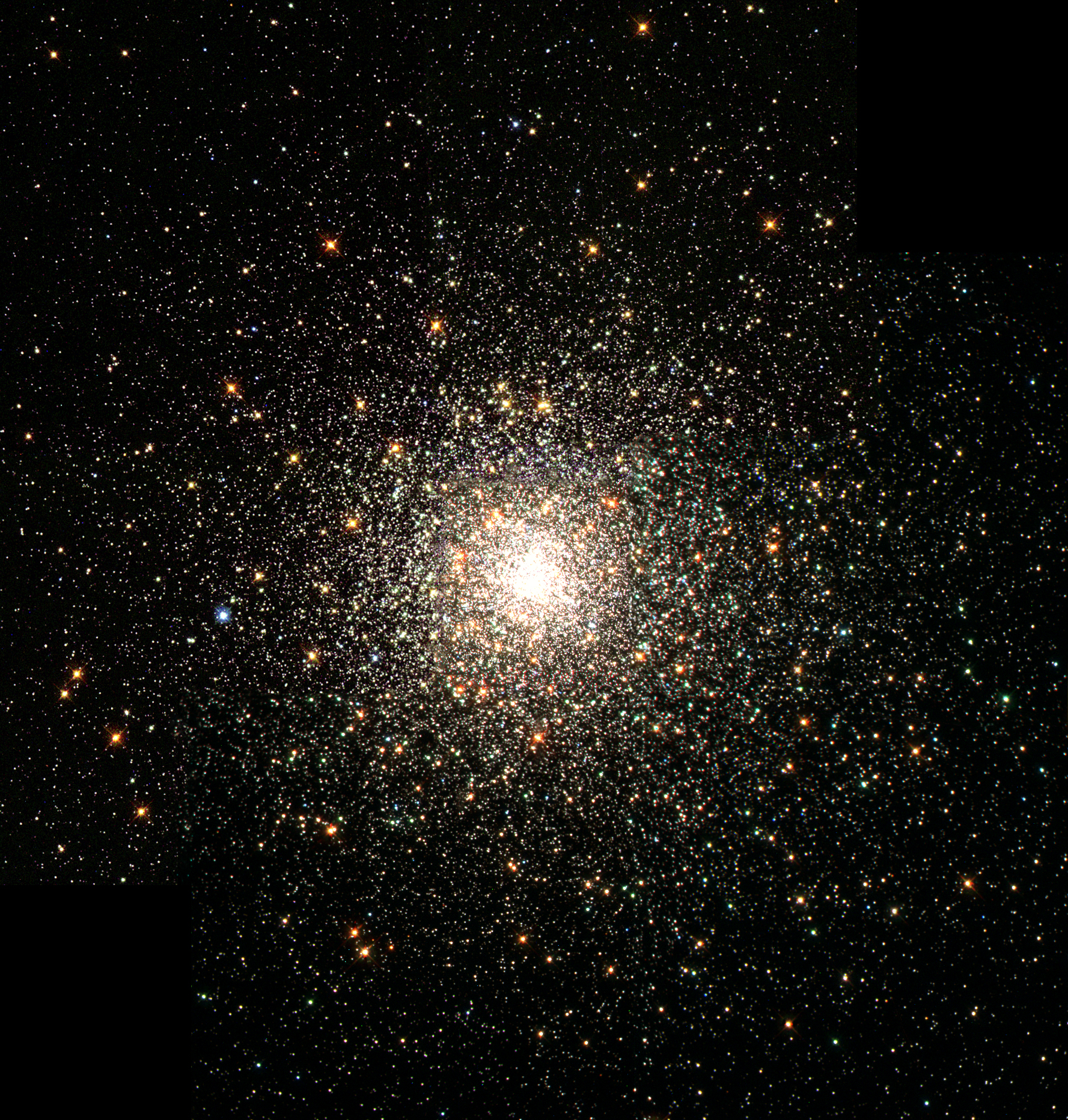
Cụm sao cầu Messier 80 trong chòm sao Thiên Yết cách Mặt Trời khoảng 28.000 năm ánh sáng và chứa hàng trăm nghìn sao.

Cụm sao cầu (hay quần tinh cầu hoặc đám sao cầu) là một tập hợp có hình cầu với các ngôi sao mà tập hợp này quay quanh tâm thiên hà như là một vệ tinh. Cụm sao cầu được liên kết rất chặt bởi hấp dẫn khiến chúng có dạng hình cầu và mật độ các sao tương đối cao khi hướng dần về tâm của cụm. Cụm sao cầu là một dạng của các cụm sao.
Các cụm sao cầu thường quan sát thấy trong vầng thiên hà, chúng chứa một lượng đáng kể các ngôi sao, đa phần là những ngôi sao già hơn các sao trong cụm sao phân tán, những cụm sao này ít đậm đặc hơn và thường tìm thấy trong đĩa thiên hà. Những cụm sao cầu cũng xuất hiện trong một thiên hà với số lượng khá lớn: có khoảng 150 đến 158 cụm sao cầu đã biết trong Ngân Hà, và có lẽ còn khoảng 10 đến 20 cụm khác chưa được khám phá ra. Những thiên hà lớn hơn có số lượng nhiều hơn: Ví dụ, thiên hà Andromeda có khoảng 500 cụm. Một số thiên hà elip khổng lồ, đặc biệt những thiên hà elip tại tâm của các cụm thiên hà, như M87 có khoảng 13.000 cụm sao cầu. Các cụm sao này quay xung quanh tâm thiên hà với bán kính khá lớn, khoảng 40 kiloparsecs (xấp xỉ 131.000 năm ánh sáng) hoặc hơn nữa.
Mỗi thiên hà có khối lượng đủ lớn trong Nhóm Địa phương có một nhóm những cụm sao cầu đi kèm, và hầu hết những thiên hà lớn đã được khảo sát đều tìm thấy có chứa một hệ cụm sao cầu quay quanh. Thiên hà elip lùn Nhân Mã và thiên hà lùn Đại Khuyển dường như đang bị Ngân Hà tước mất các cụm sao cầu (như cụm sao cầu Palomar 12). Từ đó các nhà thiên văn cho rằng nhiều cụm sao cầu trong các thiên hà lớn đã bị bắt từ những thiên hà vệ tinh trong quá khứ.
Mặc dù trong một số cụm sao cầu chứa những ngôi sao đầu tiên được sinh ra ở thiên hà chính, nguồn gốc và vai trò của chúng trong sự hình thành thiên hà vẫn chưa được hiểu rõ. Người ta cũng nhận thấy rõ là cụm sao cầu khác biệt hoàn toàn so với các thiên hà elip lùn và những cụm này được tạo nên từ sự hình thành sao của thiên hà chính hơn là từ một thiên hà vệ tinh. Tuy vậy, nhiều nhà thiên văn hiện tại phỏng đoán là các cụm sao cầu và các thiên hà lùn hình cầu có thể chưa phân biệt được rõ ràng đối với nhau.

## Lịch sử quan sát
| Tên gọi | Người phát hiện           | Năm  |
| ------- | ------------------------- | ---- |
| M22     | Abraham Ihle              | 1665 |
| ω Cen   | Edmond Halley             | 1677 |
| M5      | Gottfried Kirch           | 1702 |
| M13     | Edmond Halley             | 1714 |
| M71     | Philippe Loys de Chéseaux | 1745 |
| M4      | Philippe Loys de Chéseaux | 1746 |
| M15     | Jean-Dominique Maraldi    | 1746 |
| M2      | Jean-Dominique Maraldi    | 1746 |

Cụm sao cầu đầu tiên do Abraham Ihle phát hiện là M22 vào năm 1665, ông là một nhà thiên văn nghiệp dư người Đức. Tuy nhiên, do kính thiên văn ông dùng để quan sát có độ phân giải nhỏ, nên các sao trong cụm không thể nhận ra được cho đến khi Charles Messier thực hiện quan sát M4 thì ông này mới chú ý tới điều này. Tám cụm sao cầu đầu tiên được phát hiện liệt kê ở bảng bên cạnh. Sau đó, Abbé Lacaille đã liệt kê thêm NGC 104, NGC 4833, M55, M69, và NGC 6397 vào danh lục 1751–52 của ông. Từ M phía trước con số là dựa theo danh lục của Charles Messier, trong khi NGC lấy từ New General Catalogue của John Dreyer.
William Herschel bắt đầu chương trình khảo sát của ông năm 1782 sử dụng kính thiên văn lớn hơn và ông có thể nhận ra các sao trong 33 cụm sao cầu được biết ở thời đó. Ngoài ra ông còn tìm thấy thêm 37 cụm sao nữa. Trong danh lục năm 1789 của Herschel về các vật thể trên bầu trời sâu thẳm, ông là người đầu tiên sử dụng thuật ngữ cụm sao cầu (globular cluster) để miêu tả các đối tượng này.
Số lượng các cụm sao cầu phát hiện ra dần tăng lên, đạt tới 83 vào năm 1915, 93 vào năm 1930 và 97 vào năm 1947. Hiện nay tổng số có khoảng 152 cụm cầu đã được quan sát trong Ngân Hà, và các nhà thiên văn ước lượng có khoảng 180 ± 20 đối tượng này. Những cụm sao cầu chưa quan sát được là do chúng bị khí và bụi trong Ngân Hà che khuất.
Đầu năm 1914, Harlow Shapley bắt đầu một chuỗi các khảo cứu về những quần tinh cầu, ông đã công bố khoảng 40 bài báo khoa học về chủ đề này. Ông khảo sát các sao biến quang RR Lyare trong mỗi cụm (mà ông giả sử là sao biến quang cepheid) và sử dụng quan hệ độ sáng-chu kỳ của những sao này để ước lượng khoảng cách đến quần tinh cầu. Sau này, người ta nhận thấy rằng sao biến quang RR Lyrae mờ hơn sao biến quang cepheid, khiến cho khoảng cách ước lượng của Shapley vượt quá khoảng cách thực tế đến những cụm sao cầu mà ông khảo sát.
Những cụm sao cầu nằm thuộc về Ngân Hà, đa phần được tìm thấy trong vùng lõi thiên hà và chúng tập trung về phía trung tâm thiên hà khi quan sát bầu trời từ mặt đất. Năm 1918 sự phân bố không đều trên toàn bộ bầu trời này đã được Harlow Shapley sử dụng để xác định kích thước của toàn Ngân Hà. Bằng giả sử các cụm sao cầu phân bố thành một hình cầu với tâm tại lõi thiên hà, ông đã dùng các cụm này để ước lượng vị trí tương đối của Mặt Trời với tâm thiên hà. Trong khi sự ước lượng khoảng cách của ông có sai số lớn, thì khảo cứu của ông lại cho thấy một điều là Ngân Hà có kích thước lớn hơn rất nhiều so với trước đây người ta từng nghĩ. Sai số của các phép đo của ông là do bụi trong thiên hà làm mờ đi lượng ánh sáng từ cụm sao cầu đến Trái Đất, khiến chúng dường như nằm xa hơn so với thực tế. Mặc dù vậy, ước lượng của Shapley có sai số nằm trong giới hạn chấp nhận được của giá trị ngày nay thu được.
Những đo đạc của Shapley cũng chỉ ra Mặt Trời nằm tương đối xa so với tâm thiên hà, ngược hẳn với suy luận có từ trước rằng sự phân bố của các ngôi sao rõ ràng là đều đặn trong thiên hà. Thực ra, các ngôi sao thông thường nằm trong đĩa thiên hà và thường bị che khuất bởi khí và bụi, trong khi các cụm sao cầu nằm bên ngoài mặt phẳng đĩa và có thể nhìn thấy được chúng xa hơn.
Shapley sau đó được Henrietta Swope và Helen Battles Sawyer (sau đổi thành Hogg) hỗ trợ cho các nghiên cứu của ông về cụm sao cầu. Trong khoảng thời gian 1927–29, Harlow Shapley và Helen Sawyer bắt đầu phân loại các cụm theo độ tập trung của các sao hướng về lõi cụm sao cầu. Độ tập trung nhất được đặt là Lớp I, và tiếp sau là độ tập trung giảm dần cho đến Lớp XII. Công việc này sau này được gọi là Phân loại độ tập trung Shapley–Sawyer. (Đôi khi nó được viết bằng số Ả rập [Lớp 1–12] hơn là số La Mã.)

## Thành phần
Cụm sao cầu nói chung là tổ hợp của hàng trăm nghìn sao già với độ kim loại thấp. Loại sao tìm thấy trong cụm sao cầu giống với các sao trong chỗ phình của thiên hà xoắn ốc nhưng bị giam hãm trong thể tích chỉ vài parsec khối. Những nơi này hầu như không có khí và bụi và có thể mọi khí và bụi đã tham gia vào hình thành các hệ sao từ rất lâu về trước.
Cụm sao cầu có thể chứa các sao với mật độ lớn; trung bình khoảng 0,4 ngôi sao trên một parsec khối, và tăng dần lên tới 100 hoặc 1000 sao trên một parsec khối khi tiến về lõi cụm sao cầu. Tuy vậy, chúng không thể là nơi thích hợp cho tồn tại hệ hành tinh. Quỹ đạo của các hành tinh là bất ổn định về mặt động lực học tại vùng lõi đậm đặc của cụm sao bởi vì sự nhiễu loạn hấp dẫn của những ngôi sao xung quanh. Một hành tinh quay trên quỹ đạo một AU xung quanh một ngôi sao nằm ở vùng lõi đậm đặc của cụm như cụm sao 47 Tucanae chỉ có thể tồn tại trong khoảng thời gian với cấp độ là 108 năm. Có một hệ hành tinh quay quanh một pulsar (PSR B1620−26) thuộc về cụm sao cầu M4, nhưng những hành tinh này có thể hình thành sau sự kiện sinh ra pulsar này.

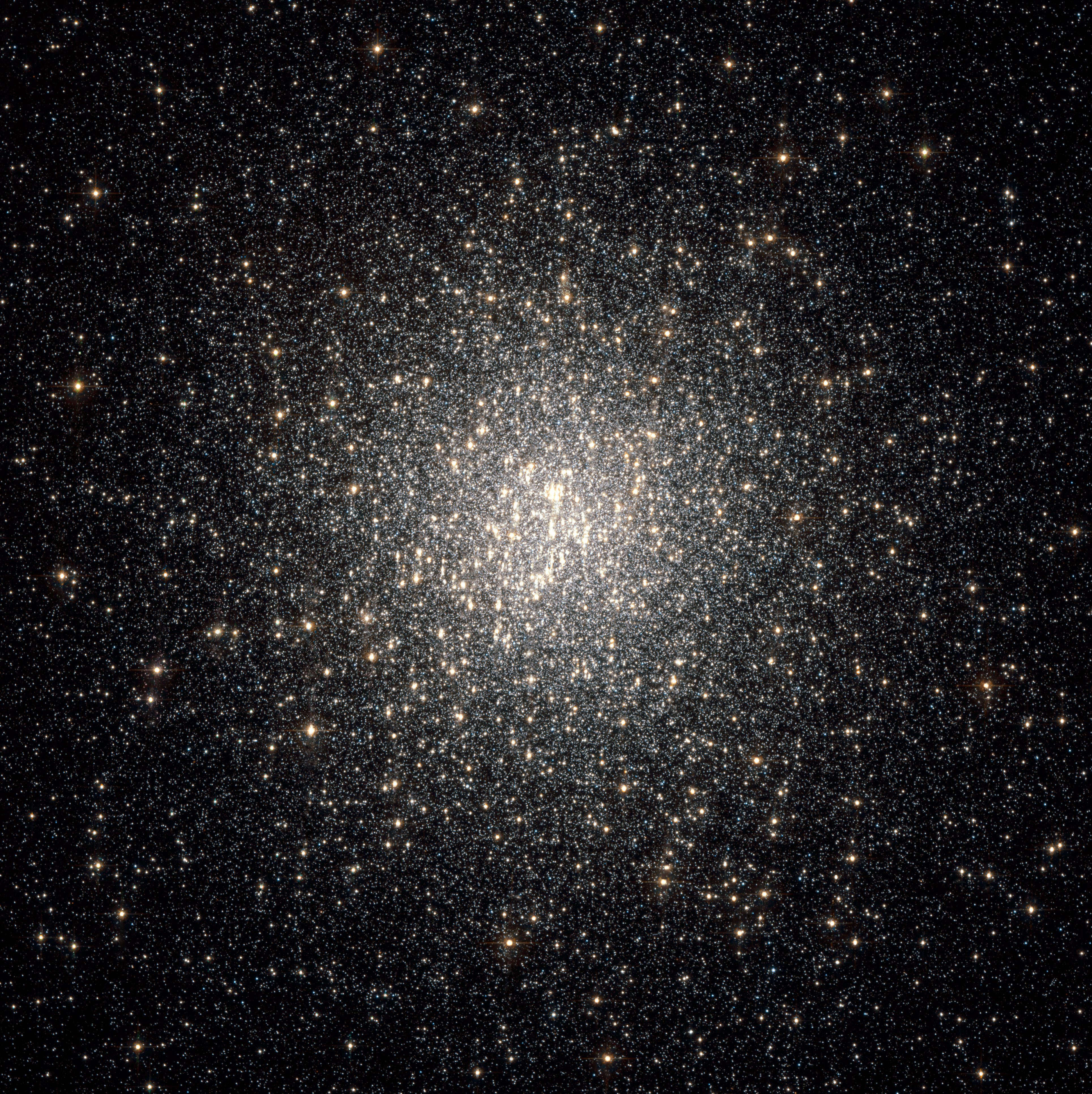
NGC 2808 chứa ba thế hệ sao khác nhau. ảnh của NASA

Trong nhiều cụm sao cầu, phần lớn các sao xấp xỉ ở trong cùng một trạng thái tiến hóa sao giống nhau, gợi ra rằng chúng đã từng hình thành ở cùng một thời điểm. Tuy vậy, lịch sử hình thành sao thay đổi từ cụm này sang cụm khác, với một số cụm có các lớp sao khác nhau. Một ví dụ về điều này đó là những cụm sao cầu trong Đám mây Magelland lớn (LMC) có hai lớp sao khác nhau. Trong thời gian đầu của chúng, những cụm sao trong LMC có thể đã đi vào những đám mây phân tử khổng lồ khiến kích hoạt lên sự hình thành một thế hệ sao thứ hai. Không một cụm sao cầu nào đã được biết mà còn sự hoạt động hình thành các sao trẻ, điều này cũng phù hợp với quan điểm cho rằng những cụm sao cầu là những đối tượng già nhất điển hình trong thiên hà, và là một trong những tập hợp đầu tiên nơi các ngôi sao hình thành. Rất nhiều vùng rộng lớn nơi các ngôi sao hình thành gọi là các siêu cụm sao, như cụm Westerlund 1 trong Ngân Hà, có thể là tiền thân của các quần tinh cầu.
Một vài đám sao cầu, như Omega Centauri trong Ngân Hà của chúng ta và G1 trong M31, có khối lượng lớn bất thường, khoảng vài triệu lần khối lượng Mặt Trời và chứa nhiều thế hệ sao. Cả hai có thể coi là một chứng cứ về những cụm sao siêu khối lượng mà bản chất là phần lõi còn lại của các thiên hà lùn đã từng bị những thiên hà lớn hơn nuốt mất. Khoảng một phần tư số lượng các cụm sao cầu trong Ngân Hà đã từng là lõi của các thiên hà lùn.
Một số quần tinh cầu (như M15) có lõi với khối lượng cực lớn và có thể ẩn chứa những lỗ đen lớn, mặc dù các mô phỏng cho thấy lỗ đen nhỏ hơn hoặc sự tập trung tại tâm của các sao neutron hoặc những sao lùn trắng khối lượng lớn cũng giải thích khá tốt số liệu quan sát.

### Sách tham khảo
- Binney, James; Tremaine, Scott (1987). Galactic Dynamics . Princeton, New Jersey: Princeton University Press. ISBN 0691084440.{{Chú thích sách}}:  Quản lý CS1: nhiều tên: danh sách tác giả (liên kết)
- Heggie, Douglas; Hut, Piet (2003). The Gravitational Million-Body Problem: A Multidisciplinary Approach to Star Cluster Dynamics. Cambridge University Press. ISBN 0521774861.{{Chú thích sách}}:  Quản lý CS1: nhiều tên: danh sách tác giả (liên kết)
- Spitzer, Lyman (1987). Dynamical Evolution of Globular Clusters. Princeton, New Jersey: Princeton University Press. ISBN 0691084602.

### Bài báo tổng quan
- Elson, Rebecca; Hut, Piet; Inagaki, Shogo (1987). Dynamical evolution of globular clusters. Annual review of astronomy and astrophysics 25 565. NASA ADS
- Meylan, G.; Heggie, D. C. (1997). Internal dynamics of globular clusters. The Astronomy and Astrophysics Review 8 1. NASA ADS